# Masdevallia angulifera
Masdevallia angulifera är en orkidéart som beskrevs av Heinrich Gustav Reichenbach och Friedrich Fritz Wilhelm Ludwig Kraenzlin. Masdevallia angulifera ingår i släktet Masdevallia och familjen orkidéer. Inga underarter finns listade i Catalogue of Life.

## Bildgalleri

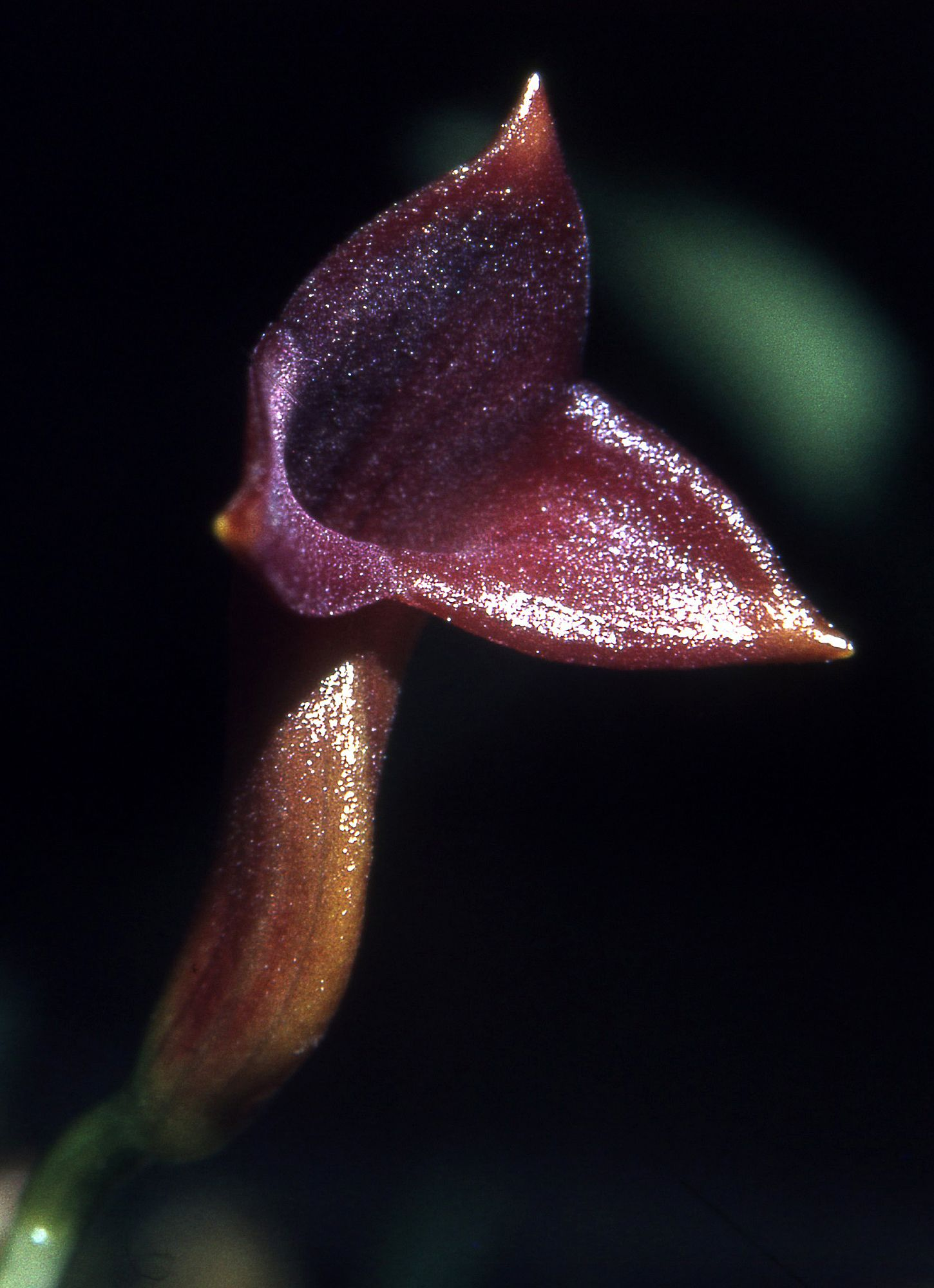